# كام توماس
كام توماس (بالإنجليزية: Cam Thomas) هو لاعب كرة قدم أمريكية أمريكي، ولد في 12 ديسمبر 1986 في Eagle Springs, North Carolina ‏ في الولايات المتحدة.

## وصلات خارجية
- كام توماس على موقع مرجع كرة القدم المحترفة.كوم (الإنجليزية)